# آدی (بازیگر)
آدِی (انگلیسی: Ade) بازیگر اهل بریتانیا است.
از فیلم‌ها یا مجموعه‌های تلویزیونی که وی در آن‌ها نقش داشته‌است می‌توان به قاپ‌زنی، کازینو رویال و ایالت پنجاه و یکم اشاره نمود.